# .mil
.milは、ジェネリックトップレベルドメイン（gTLD）のうちのスポンサー付きトップレベルドメイン（sTLD）の一つで、アメリカ国防総省とその下部組織が使用するドメインである。1985年1月、最初に作られたトップレベルドメインの一つである。milは、militaryの略である。
アメリカ合衆国は、その軍がトップレベルドメインを持つ唯一の国である。その他の国では、軍用ドメインとしてセカンドレベルドメインを使用しているところもある（例えば、イギリス国防省は.mod.ukを使用している）。
ただ、アメリカ軍独自のトップレベルドメインを持っているのにもかかわらず、いくらかの新兵募集サイトは.comドメインを使用している（例：goarmy.com）。これについてインターネット純粋主義者は、新兵募集サイトは商売を目的としたサイトではないので、.comドメインの使用は不適当だと考えている。また、軍関係の教育機関では.eduを使用している。例えば、アメリカ陸軍士官学校、アメリカ海軍兵学校、アメリカ空軍士官学校のサイトは、.eduドメインでも.milドメインでもたどり着ける。また3つの士官学校の公式運動プログラムのサイトは、.comドメインを使用している。
アメリカ国防総省は、今では.milドメインの下でバニティドメインも使用している（例：americasupportsyou.mil）